# قلعه چهریق
قلعه سنگی چَهریق مربوط به هزاره اول پیش از میلاد است و در نزدیکی روستای چهریق علیا در ۲۵ کیلومتری شهرستان سلماس استان آذربایجان غربی قرار دارد این اثر در تاریخ ۲۹ تیر ۱۳۷۷ با شمارهٔ ثبت ۲۰۷۵ به‌عنوان یکی از آثار ملی ایران به ثبت رسیده‌است. مکان قلعه در میان رودی بنام زولاچای و بر فراز صخره مرتفعی قرار داشته و حدوداً دو سال سید علی‌محمد باب پیشوای آیین بیانی در آن زندانی بوده‌است.

## تاریخچه
طبق بررسی‌های باستان‌شناسی قدمت قلعه به هزاره اول قبل از میلاد مسیح می‌رسد. اولین بار اورارتوها در آن ساکن شده‌اند. علاوه بر مستندات تاریخی، آثار کنده شده بر روی سنگهای اطراف و استفاده از آبهای جاری بوسیله آبراه‌ها و زهکشی‌های به شیوه، دوره اورارتوی گواه این مدعاست که قلعه در زمان تمدن اورارتو ساخته شده‌است.
چهریق از دوره افشار و زندیه به بعد شهرت فراوانی یافت و به واسطهٔ قلعه ای که در آن ساخته شده بود همواره مورد توجه حاکمان و اولیای امور وقت بود.
در جریان جنگ روسها با مجاهدان و مشروطه خواهان در سال ۱۲۹۰ شمسی امیر حشمت نیساری، میرزا آقا بلوری و  اسماعیل امیزیرخی جهت ادامه مبارزه با روسها در قلعه چهریق مستقر شدند.
در جریان جنگ جهانی اول در سال‌های ۱۲۹۶ شمسی، مارشیمون (رئیس مذهبی آسوریان و مسیحیان ارومیه) در حمایت از سپاه روس و اجرای نقشه متفقین، سپاهی را برای جلوگیری از پیشرفت عثمانیان در آذربایجان تشکیل داد و برای مقاومت با تشکیل اتحاد با کردها، در قلعه چهریق مستقر گردیدند و تا سال‌های بعد و تا زمان سقوط سلسله قاجار در قلعه چهریق ماندند و برای استقلال دایماً با حکومت مرکزی در جنگ بودند و به دلیل موقعیت جغرافیایی منطقه، همواره بر قوای دولتی پیروز می‌شدند. سرانجام در زمان رضا شاه طی نبرد شکریازی، قلعه بمباران و به تصرف دولت مرکزی درآمد.

## محل حبس سیدعلی محمد
اعتماد السلطنه در مرآت البلدان می‌نویسد: «چهریق یکی از قلاع خوی می‌باشد و مدتی سید علی محمد باب مقتدای طایفهٔ بابیه…در آن قلعه مأخوذ و موقوف بود»
بواسطه موقعیت مکانی، دسترسی به این قلعه تنها با عبور از میان رودخانه میسر بوده و به این ترتیب، دسترسی پیروان سید علی‌محمد باب به وی سخت‌تر و کنترل برای مأموران حکومتی سهل‌تر بوده‌است. آثار به جا مانده از این زندان سنگی همچنان در میان معتقدین به سید محمدعلی باب، به عنوان زیارتگاه شناخته می‌شود.
در صفحه بعد از ۱۳۲ کتاب نقطةالکاف که به همت  ادوارد براون منتشر گردیده‌است در ذیل تصویر این قلعه و رودخانه نوشته شده‌است: قلعه چهریق در نزدیک ارومیه در آذربایجان که میرزا علی محمد باب قبل از کشته‌شدن در آنجا محبوس بوده و به «جبل شدید» از آن تعبیر می‌کند. همچنین در کتاب فراخوان کامل به بهشت بیان به نقل از ادوارد براون آمده‌است:
«حدود شش ماه باب در ماکو ماند و سپس دولت که فهمید پیروانش هنوز در دستیابی به او موفق هستند، او را به حبسی شدیدتر به چهریق فرستاد. در اینجا فقط با نامه‌ای مخفی شده در گردو یا نوشته‌هایی که به صورت ضدآب دوخته شده بودند و در شیر غوطه‌ور شده بودند و امثال اینها ارتباط بین باب و پیروانش ممکن بود. باب که اکنون محکوم به بیش از سه سال حبس شدید شده بود، عملاً نمی‌توانست به‌طور مستقیم مسئول گرایش به مقاومت مسلحانه احتمالی توسط پیروانش در نظر گرفته شود. با این وجود دولت او را سرچشمه آن تعالیمی می‌دانست که کل شاهنشاهی ایران را دچار تشنج کرده بود و تصمیم به مرگ او گرفت. آنان تصور می‌کردند که با مرگ او کل جنبش باید از هم بپاشد.»

## نگارخانه

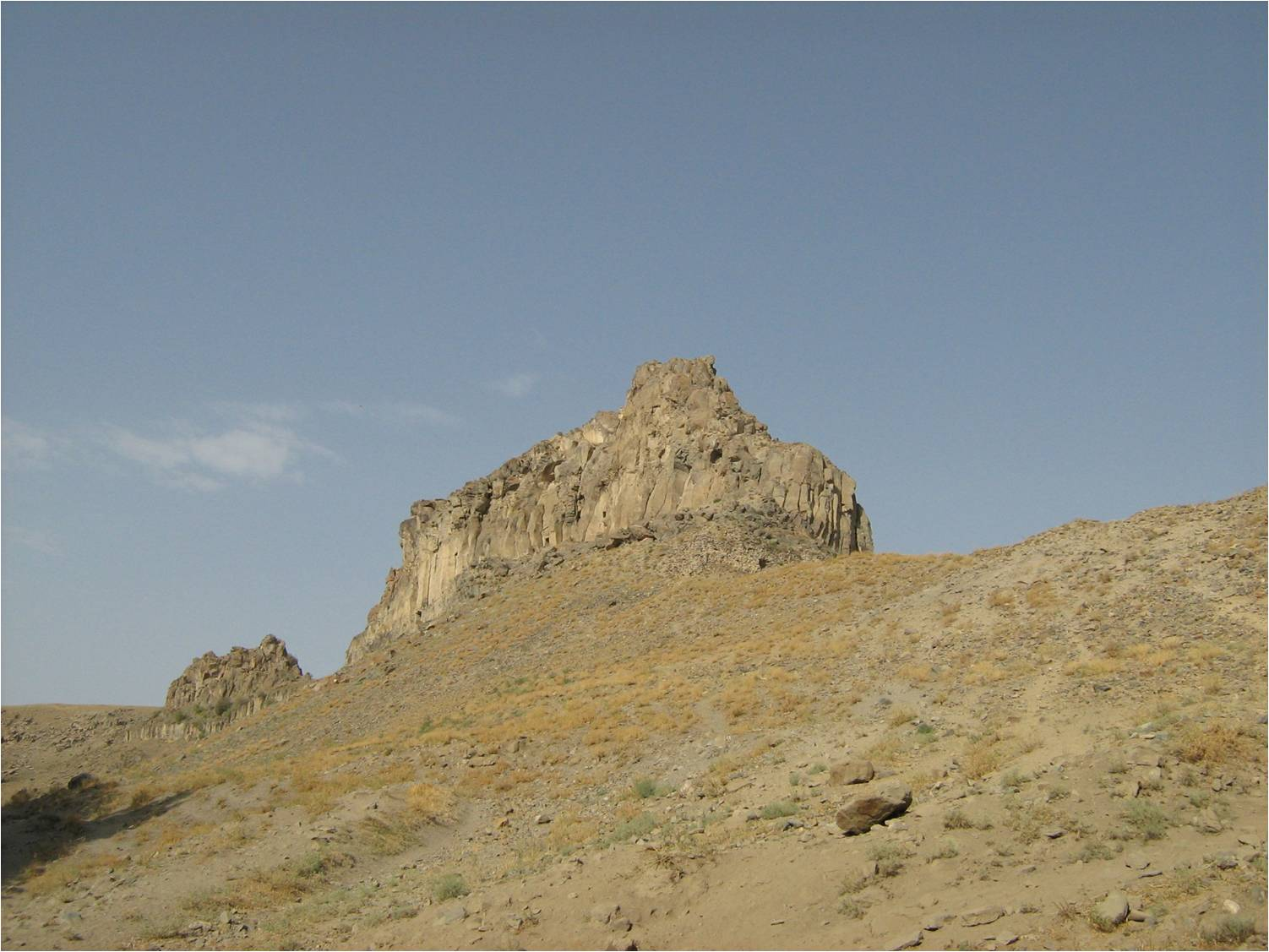
بازمانده‌های قلعه چهریق (۱۳۸۷ خورشیدی)
زولاچای، کنار قلعه چهریق (سال ۱۳۹۰)
سنگچین‌های قلعه چهریق (سال ۱۳۹۰)